# Metacylicolaimus flagellicaudautus
Metacylicolaimus flagellicaudautus is een rondwormensoort uit de familie van de Leptosomatidae.